# Carl August von Wolffersdorff

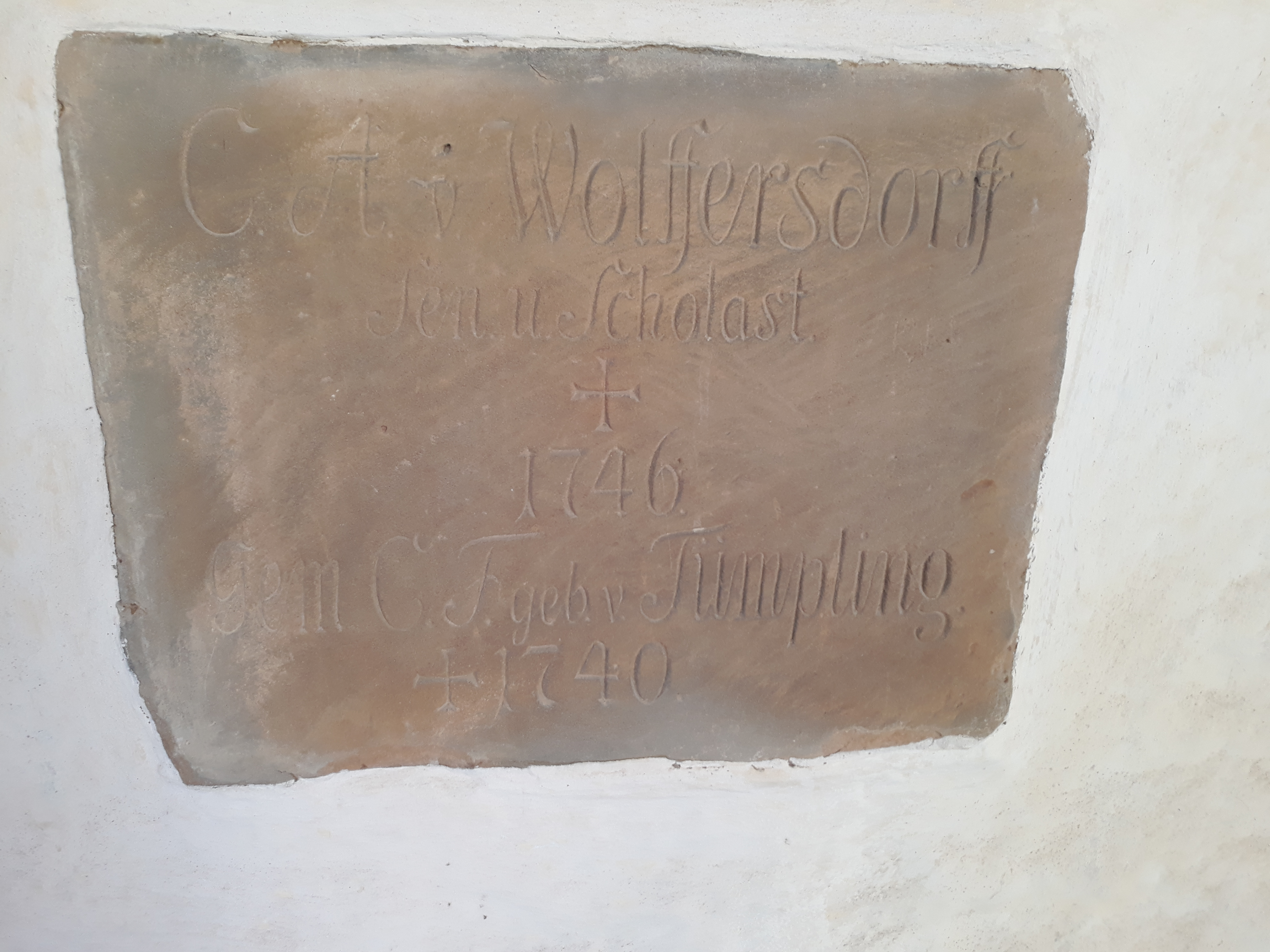
Der Grabstein von Carl August von Wolffersdorff im Dom zu Merseburg.

Carl August von Wolffersdorff, auch Carl August von Wolfersdorf, (* 28. Januar 1691 in Quedlinburg; † 20. Dezember 1746 in Altscherbitz) war Erb-, Lehn- und Gerichtsherr auf Altscherbitz, Domherr, Senior und Scholastikus zu Merseburg, königlich-polnischer und kurfürstlich-sächsischer Major von der Kavallerie und Direktor der Adelsfamilie von Wolffersdorff.
Er stammte aus dem vogtländischen Adelsgeschlecht von Wolffersdorff und war der Sohn von Johann Friedrich von Wolffersdorff, der in zweiter Ehe mit Charlotta Christiana geb. von Spohr verheiratet war. Nach dem frühen Tod des Vaters lebte seine Mutter mit seinen zwei Halbbrüdern Ernst Philipp (* 1693) und Johann Friedrich von Wolffersdorff (* 1685) auf dem Rittergut Altscherbitz. Im Alter von 22 Jahren begab sich Carl August von Wolffersdorff 1713 in den Dienst der dänischen Armee in Holstein. Im darauffolgenden Jahr wechselte er zur königlich-preußischen und kurz darauf zur kurfürstlich-sächsischen Armee, in der er zum Leutnant befördert wurde. 1717 erfolgte seine Ernennung zum Hauptmann.
Nach dem 1708 erfolgten Tod der Mutter verwaltete er zunächst gemeinsam mit seinem älteren Bruder Hans Christoph von Wolffersdorff (1689–1743) das Rittergut Altscherbitz. Am 24. Juli 1717 einigten sich dann beide Brüder vertraglich darauf, dass Carl August von Wolffersdorff zum Alleinbesitzer des Altscherbitzer Rittergutes wurde.
1719 erfolgte seine Beförderung zum königlich-polnischen und kurfürstlich-sächsischen Major. Gleichzeitig wurde er Kanonikus im Stift Merseburg. Wenig später zog er sich vom Militär zurück und widmete sich seiner Aufgabe als Erb-, Lehn- und Gerichtsherr von Altscherbitz. Seine Laufbahn wurde gekrönt durch die Übernahme des Amtes eines Domherrn des Stifts Merseburg.
Carl August von Wolffersdorff heiratete Johanna Christiana Erdmutha, Tochter des Oberjägermeisters Wolf Friedrich von Tümpling (1658–1728) aus dem Hause Posewitz (* 9. November 1690 in Merseburg; † 9. Dezember 1742 ebenda). Aus dieser Ehe gingen die zwei Kinder Carl Bernhard von Wolffersdorff und Johanne Christiane von Schlegel hervor.
Der spätere preußische Generalleutnant Karl Friedrich von Wolffersdorff wird in der Literatur irrtümlich als Sohn von Carl August von Wolffersdorff bezeichnet. Er stammt jedoch aus dem erzgebirgischen Zweig der Familie. Dessen tatsächlichen Eltern waren der Rittergutsbesitzer Hans Karl von Wolffersdorff und Dorothea Sophia Katharina geb. von Trützschler, die 1708 geheiratet hatten.